# Cogomina clipiada
La cogomina clipiada(Lepiota clypeolaria), també anomenada palometa clipiada, és una cogomina del gènere Lepiota. Es caracteritza per l'ornamentació flocosa de la cama en forma de faixes cotonoses i blanquinoses

## Taxonomia
L'espècie va ser descrita per primera vegada l'any 1789 com a Agaricus clypeolarius pel micòleg francès Jean Baptiste Francois Bulliard. Paul Kummer la va traslladar a Lepiota l'any 1871. 

## Descripció
Bolet relativament gran; barret de 3-10 cm de diàmetre; de campanulat a estès amb un umbó menut; de centre bru ataronjat pàl·lid a bru, que es va clivellant en esquàmules menudes, denses, fibril·loses sobre un fons blanquinós; marge apendiculat, de tomentós a cotonós.
Làmines blanques; denses; lliures
Cama 50-100 x 3-10 mm; cilíndrica amb peu més inflat; fistulosa; a la part superior fibril·losa, blanca, per sota la zona anular amb faixes de cotonoses a tomentoses, blanquinoses.
Carn blanquinosa; olor desagradable.
Esporada blanca; espores dextrinoides, fusiformes; 11-18 x 4.5-6 μm

## Hàbitat
Des d'estiu a finals de tardor; en tota mena de boscos i sòls, sembla preferir les fagedes sobre sòls calcaris; solitari o en grups reduïts, entre virosta i molses.

## Distribució geogràfica
Comú; estès en les regions temperades de l' hemisferi nord.

## Espècies semblants
La cogomina de cama groga (Lepiota magnispora) és d'aparença semblant i sovint es confon amb la cogomina clipiada (L. clypeolaria). La primera té colors més vius, bru groguencs, especialment a les faixes de la part inferior de la cama i dimensions esporals superiors (13-25 x 4-6 μm).

## Comestibilitat
És una espècie tòxica